# Argente
Argente – gmina w Hiszpanii, w prowincji Teruel, w Aragonii, o powierzchni 62,58 km². W 2011 roku gmina liczyła 224 mieszkańców.